# Elektronická pečeť
Pojem elektronická pečeť (též elektronická značka, e-značka) je definován v evropském nařízení eIDAS jako "data v elektronické podobě, která jsou připojena k jiným datům v elektronické podobě nebo jsou s nimi logicky spojena s cílem zaručit jejich původ a integritu". Elektronické pečetě by tedy měly sloužit jako důkaz toho, že elektronický dokument vydala určitá právnická osoba, a poskytovat jistotu o původu a integritě tohoto dokumentu. Pečeť tedy obvykle není spojena s konkrétní osobou, což ji odlišuje od elektronického podpisu.
Vedle ověření pravosti dokumentu lze elektronické pečetě použít k autentizaci jakéhokoli digitálního předmětu dotyčné právnické osoby, například softwarového kódu nebo virtuálního serveru. Elektronickou pečetí je možno podepisovat i elektronická časová razítka. Vytváření, uchovávání, ověřování shody a platnosti elektronických pečetí patří mezi takzvané služby vytvářející důvěru, součást E-governmentu.

## Základní pojmy
certifikát pro elektronickou pečeťelektronické potvrzení, které spojuje data pro ověřování platnosti elektronických pečetí s určitou právnickou osobou a potvrzuje název této osoby
elektronické časové razítkodata v elektronické podobě, která spojují jiná data v elektronické podobě s určitým okamžikem a prokazují, že tato jiná data existovala v daném okamžiku
kvalifikovaná elektronická pečeťzaručená elektronická pečeť, která je vytvořena pomocí kvalifikovaného prostředku (software nebo technické zařízení) pro vytváření elektronických pečetí a která je založena na kvalifikovaném certifikátu
pečetící osobaprávnická osoba, která vytváří elektronickou pečeť
zaručená elektronická pečeťmusí být jednoznačně spojena s pečetící osobou a umožnit její identifikaci. Data k vytváření elektronické pečeti má pečetící osoba pod svou kontrolou a může je používat s vysokou úrovní důvěry. Pečeť je k datům, ke kterým se vztahuje, připojena takovým způsobem, že je možné zjistit jakoukoliv následnou změnu dat.

## Právní účinky elektronických pečetí
Elektronická pečeť podle eIDAS
- nesmí být odmítána jako důkaz v soudním a správním řízení pouze z toho důvodu, že má elektronickou podobu nebo že nesplňuje požadavky na kvalifikované elektronické pečetě.

U kvalifikované elektronické pečeti navíc platí
- domněnka integrity dat a správnosti původu těch dat, s nimiž je pečeť spojena,
- pečeť založená na kvalifikovaném certifikátu vydaném v jednom členském státě se uznává jako pečeť ve všech ostatních členských státech EU.

## Česká republika
Postupy, požadavky a sankce v oblasti služeb vytvářejících důvěru blíže specifikuje zákon č. 297/2016 Sb. Zákon se zabývá i pečetěním dokumentů, ověřováním platnosti pečetí, rolí ministerstva a Správy základních registrů a podobně.
Seznam poskytovatelů, kteří mohou vydávat kvalifikované certifikáty pro elektronické pečeti, zveřejnilo Ministerstvo vnitra.